# Deparia parvisora
Deparia parvisora là một loài thực vật có mạch trong họ Woodsiaceae. Loài này được (C. Chr.) M. Kato miêu tả khoa học đầu tiên.